# Aloysius Ambrozic

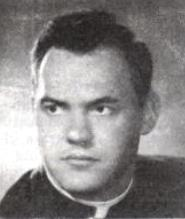
Aloysius Ambrozic (1965)

Aloysius Matthew Kardinal Ambrozic (* als Alojzij Ambrožič am 27. Januar 1930 in Gabrje, Gemeinde Dobrova-Polhov Gradec, Slowenien; † 26. August 2011 in Toronto) war ein kanadischer Geistlicher und römisch-katholischer Erzbischof von Toronto.

## Leben

Wappen von Aloysius Matthew Kardinal Ambrozic

Aloysius Matthew Ambrozic wurde 1930 in Slowenien als Alojzij Ambrožič geboren. Die Familie floh im Mai 1945 nach Österreich. Das Gymnasium besuchte er in Ljubljana, in den Flüchtlingslagern in Vetrinj (Viktring bei Klagenfurt), Peggez (bei Lienz) und Spittal an der Drau, wo er maturierte, bevor seine Familie 1948 nach Kanada emigrierte.
Als Seminarist am Almo Collegio Capranica studierte er Katholische Theologie und Philosophie und empfing am 4. Juni 1955 das Sakrament der Priesterweihe. Anschließend wirkte er in der Gemeindeseelsorge und setzte seine theologischen Studien am Angelicum in Rom fort. Er arbeitete von 1960 bis 1967 als Dozent für das Fach Exegese des Neuen Testamentes am St. Augustinus-Seminar, dem Diözesanseminar in Toronto. Im Jahr 1967 wurde er mit einer Arbeit über den Evangelisten Markus an der Theologischen Fakultät der Julius-Maximilians-Universität Würzburg promoviert. Von 1970 bis 1976 lehrte er Exegese an der Toronto School of Theology (TST) und war zudem Dekan am St. Augustinus-Seminar.
Papst Paul VI. ernannte Aloysius Ambrozic am 26. März 1976 zum Titularbischof von Valabria und zum Weihbischof in Toronto. Die Bischofsweihe spendete ihm der Erzbischof von Toronto, Philip Francis Pocock, am 27. Mai desselben Jahres. Mitkonsekratoren waren Francis Valentine Allen, Weihbischof in Toronto, und der Prälat von Itacoatiara, Francis Paul McHugh SFM.
Am 22. Mai 1986 ernannte ihn Papst Johannes Paul II. zum Koadjutorerzbischof von Toronto. Mit dem Rücktritt Gerald Emmett Kardinal Carters am 17. Mai 1990 folgte er diesem als Erzbischof von Toronto nach. Papst Johannes Paul II. nahm ihn am 21. Februar 1998 als Kardinalpriester mit der Titelkirche Santi Marcellino e Pietro in das Kardinalskollegium auf. Als Kardinal nahm er am Konklave 2005 teil, das Joseph Kardinal Ratzinger als Papst Benedikt XVI. wählte.
Am 16. Dezember 2006 nahm Benedikt XVI. sein aus Altersgründen vorgebrachtes Rücktrittsgesuch an und ernannte Erzbischof Thomas Collins zum Nachfolger.
Er war Großprior der Statthalterei Kanada-Toronto des Ritterordens vom Heiligen Grab zu Jerusalem.

## Mitgliedschaften in der römischen Kurie
Aloysius Ambrozic war Mitglied der folgenden Kongregationen und Räte der römischen Kurie:
- Kongregation für die orientalischen Kirchen (bis 2010[3])
- Kongregation für den Gottesdienst und die Sakramentenordnung (bis 2010)
- Kongregation für den Klerus
- Päpstlicher Rat der Seelsorge für die Migranten und Menschen unterwegs (bis 2010)
- Päpstlicher Rat für die Kultur (bis 2010)